# USS Cockrill (DE-398)
USS Cockrill (DE-398) là một tàu hộ tống khu trục lớp Edsall từng phục vụ cùng Hải quân Hoa Kỳ trong Chiến tranh Thế giới thứ hai. Nó là chiếc tàu chiến duy nhất của Hải quân Hoa Kỳ được đặt cái tên này, theo tên Thiếu úy Hải quân Dan Robertson Cockrill (1914-1942), người từng phục vụ cùng tàu khu trục Meredith (DD-434) và đã tử thương vào ngày 19 tháng 10, 1942, bốn ngày sau khi Meredith bị đắm do trúng bom và ngư lôi đối phương tại vùng biển quần đảo Solomon. Nó đã phục vụ cho đến khi chiến tranh kết thúc, xuất biên chế năm 1946, rồi cuối cùng bị đánh chìm như mục tiêu ngoài khơi Florida vào năm 1974.

## Thiết kế và chế tạo
Lớp Edsall có thiết kế hầu như tương tự với lớp Cannon dẫn trước; khác biệt chủ yếu là ở hệ thống động lực Kiểu FMR do được trang bị động cơ diesel Fairbanks-Morse dẫn động qua hộp số giảm tốc đến trục chân vịt. Đây là cấu hình động cơ được áp dụng rộng rãi trên tàu ngầm, được chứng tỏ là có độ tin cậy cao hơn so với lớp Cannon.
Vũ khí trang bị bao gồm ba pháo 3 in (76 mm)/50 cal trên tháp pháo nòng đơn có thể đối hạm hoặc phòng không, một khẩu đội pháo phòng không Bofors 40 mm nòng đôi và tám pháo phòng không Oerlikon 20 mm. Vũ khí chống ngầm bao gồm một dàn súng cối chống tàu ngầm Hedgehog Mk. 10 (có 24 nòng và mang theo 144 quả đạn); hai đường ray Mk. 9 và tám máy phóng K3 Mk. 6 để thả mìn sâu. Con tàu vẫn giữ lại ba ống phóng ngư lôi Mark 15 21 inch (533 mm), và được trang bị radar SC dò tìm không trung và mặt biển. Thủy thủ đoàn đầy đủ bao gồm 186 sĩ quan và thủy thủ.
Cockrill được đặt lườn tại xưởng tàu của hãng Brown Shipbuilding ở Houston, Texas vào ngày 31 tháng 8, 1943. Nó được hạ thủy vào ngày 29 tháng 10, 1943, được đỡ đầu bởi bà Cockrill, mẹ Thiếu úy Cockrill, và nhập biên chế cùng Hải quân Hoa Kỳ vào ngày 24 tháng 12, 1943 dưới quyền chỉ huy của Hạm trưởng, Thiếu tá Hải quân Sherman Farnham.

## Lịch sử hoạt động
Sau khi hoàn tất việc chạy thử máy huấn luyện tại khu vực Bermuda, Cockrill trình diện để phục vụ cùng Hạm đội Đại Tây Dương, rồi khởi hành từ Norfolk, Virginia vào ngày 23 tháng 2, 1944 để hộ tống một đoàn tàu vận tải vượt Đại Tây Dương để đi sang Casablanca,, Maroc thuộc Pháp. Sau khi quay trở về New York vào ngày 5 tháng 4, nó được sửa chữa và huấn luyện, rồi hoạt động hộ tống vận tải tại chỗ trước khi tiếp tục lên đường từ Norfolk vào ngày 24 tháng 7, hộ tống một đoàn tàu vận tải khác đi sang Bizerte, Tunisia, và quay trở về New York vào ngày 7 tháng 9.
Cockrill lại đảm nhiệm hộ tống vận tải ven biển và huấn luyện tại Bermuda cho đến ngày 4 tháng 12, khi nó ra khơi tìm kiếm một tàu ngầm tại vùng vịnh Mexico. Nó đi đến vùng biển Bermuda từ ngày 26 tháng 12, 1944 đến ngày 16 tháng 1, 1945 để huấn luyện phối hợp cùng một đội đặc nhiệm tìm-diệt tàu ngầm được hình thành chung quanh tàu sân bay hộ tống Bogue (CVE-9). Sau đó nó phục vụ canh phòng máy bay cho việc huấn luyện phi công của các tàu sân bay tại vùng vịnh Narragansett và huấn luyện tại Casco Bay, Maine.
Trong giai đoạn từ ngày 11 tháng 4 đến ngày 11 tháng 5, Cockrill hoạt động tuần tra chống tàu ngầm cùng đội đặc nhiệm của Bogue trong khuôn khổ Chiến dịch Teardrop, khi 24 tàu chiến thuộc các đội đặc nhiệm 22.3, 22.4, 22.8 và Đơn vị Đặc nhiệm 22.7.1 hình thành nên một hàng rào ngăn chặn từ Greenland cho đến South Carolina để chống lại sự xâm nhập của thế hệ tàu U-boat mới trang bị ống hơi. Cho đến khi chiến tranh kết thúc tại Châu Âu, năm tàu U-boat đã bị các đội đặc nhiệm tiêu diệt. Cockrill đã tham gia một hoạt động vào ngày 24 tháng 4, cùng các tàu khác đánh chìm tàu ngầm U-546 tại tọa độ 43°53′B 40°07′T / 43,883°B 40,117°T; 26 thành viên thủy thủ đoàn chiếc U-boat đã tử trận, và 33 người sống sót đã bị bắt làm tù binh. 
Chuẩn bị để được điều động sang khu vực Mặt trận Thái Bình Dương, Cockrill khởi hành từ New York vào ngày 19 tháng 5 để đi đến Xưởng hải quân Charleston, Charleston, South Carolina, nơi nó được sửa chữa đồng thời nâng cấp vũ khí phòng không. Con tàu tiếp tục đi đến vịnh Guantánamo, Cuba để huấn luyện ôn tập, rồi băng qua kênh đào Panama và đi đến San Diego, California vào ngày 14 tháng 7. Nó tiếp tục hành trình hai ngày sau đó để hướng sang Trân Châu Cảng, và con tàu vẫn đang huấn luyện tại vùng biển Hawaii khi Nhật Bản chấp nhận đầu hàng vào ngày 15 tháng 8, giúp chấm dứt vĩnh viễn cuộc xung đột.
Lên đường vào ngày 20 tháng 8, Cockrill đi đến Saipan vào ngày 30 tháng 8, nơi nó phục vụ cho hoạt động chiếm đóng khi hộ tống các đoàn tàu vận tải đi lại giữa Saipan, Guam, Okinawa và các cảng Nhật Bản. Con tàu hoạt động huấn luyện từ căn cứ tại Guam từ ngày 14 tháng 11, 1945 đến ngày 11 tháng 1, 1946, rồi lên đường quay trở về Hoa Kỳ, ghé đến San Pedro, California trước khi về đến Boston, Massachusetts vào ngày 26 tháng 2.
Được chuyển đến Green Cove Springs, Florida để chuẩn bị ngừng hoạt động, Cockrill được cho xuất biên chế vào ngày 21 tháng 6, 1946 và được đưa về Hạm đội Dự bị Đại Tây Dương. Con tàu được cho rút tên khỏi danh sách Đăng bạ Hải quân vào ngày 1 tháng 8, 1973, và cuối cùng bị đánh chìm như một mục tiêu ngoài khơi Florida vào ngày 19 tháng 11, 1974.

## Phần thưởng
Nguồn: Navsource Naval History
|  |  |  |
|  |  |  |

| Huân chương Chiến dịch Hoa Kỳ                 |                                                    |                                      |
| Huân chương Chiến dịch Châu Á-Thái Bình Dương | Huân chương Chiến dịch Châu Âu-Châu Phi-Trung Đông | Huân chương Chiến thắng Thế Chiến II |